# Герб Аладьиных
Герб дворян Аладьиных — российский дворянский герб. Внесён в V том Общего гербовника дворянских родов Российской империи под номером 13. Том Высочайше утверждён в 1800 году.

## Описание герба
Щит разделён горизонтально на 2 части, из коих в верхней в серебряном поле изображена чёрная пушка на золотом лафете, поставленном на траве, и на пушке сидит Райская птица. В нижней части видны в реке плавающие крестообразно две серебряные рыбы. Щит покрыт мантиею и шапкою, принадлежащими Княжескому достоинству. Как шапка, так и мантия Княжеские дворянскому роду Аладьиных присвоены потому, что оный род происходит от Князей Смоленских.

## Символика
Фигуры на щите символизируют землевладения Александра Монастыря — родоначальника как Аладьиных, так и их однородцев — Монастырёвых, Безносовых, Бурухиных, Кнутовых, Мусоргских, Сапоговых, Соломиных, Судаковых и Цыплятевых. Верхняя часть — герб Великого княжества Смоленского, нижняя — Белозерского княжества.